# (8434) Columbianus
(8434) Columbianus ist ein Asteroid des äußeren Hauptgürtels, der am 24. September 1960 von dem niederländischen Astronomenehepaar Cornelis Johannes van Houten und Ingrid van Houten-Groeneveld entdeckt wurde. Die Entdeckung geschah im Rahmen des Palomar-Leiden-Surveys, bei dem von Tom Gehrels mit dem 120-cm-Oschin-Schmidt-Teleskop des Palomar-Observatoriums aufgenommene Feldplatten an der Universität Leiden durchmustert wurden.
Der Asteroid ist nach dem Pfeifschwan benannt, dessen wissenschaftlicher Name Cygnus columbianus lautet. Im Widmungstext wird der Zwergschwan (Cygnus bewickii) als Unterart des Pfeifschwans bezeichnet. In den Niederlanden ist der Pfeifschwan ein Wintergast. 1994 wurden in den Niederlanden nur 3000 Paare gezählt. Die Benennung des Asteroiden erfolgte am 2. Februar 1999.